# Belogorsk
Belogorsk je grad u Amurskoj oblasti u Rusiji. 
Nalazi se na Ruskom dalekom istoku, na rijeci Tomu, 108 km sjeveroistočno od Blagovješčenska, nedaleko od granice s Kinom, na 50,55° sjeverne zemljopisne širine i 128,29° istočne zemljopisne dužine.
Broj stanovnika: 67.400 (2004.) Prema narodnosti su 1989. godine 89,7% stanovnika činili Rusi, 6,1% Ukrajinci, 1,2% Bjelorusi i 0,6% Tatari.

## Povijest
Belogorsk je osnovan 1860. godine kao Aleksandrovskoje. Prolazak transsibirske pruge 1913. godine potaknuo je rast naselja, pa godine 1926. dosiže veličinu grada i dobiva ime Aleksandrovsk. 1931. godine preimenovan je u Krasnopartizansk, a 1935. u Kujbiševka-Vostočnaja i konačno 1957. u Belogorsk.

## Gospodarstvo
Od velikog je značaja za mjesno gospodarstvo prehrambena industrija, industrija namještaja te proizvodnja betona i asfalta.

## Kultura
U gradu postoji kino, tri kulturna centra i pet knjižnica.

## Naobrazba
U Belogorsku postoji Visoka gospodarska škola, Umjetnička gimnazija i tri glazbene škole za djecu. 

## Politika
Gradonačelnik je (2006.) Aleksandar Hodunov.

## Vanjske poveznice
Podatci o gradu